# برچلیف (ویرجینیا)
برچلیف (به انگلیسی: Birchleaf) یک منطقهٔ مسکونی در ایالات متحده آمریکا است که در Dickenson County واقع شده‌است. برچلیف ۳۹۵٫۹۴ متر بالاتر از سطح دریا واقع شده‌است.